# Claude Aubert (ingénieur)
Pour les articles homonymes, voir Aubert et Claude Aubert.
Claude Aubert, né le 10 novembre 1936[Où ?], est un ingénieur agronome qui a contribué à l'émergence de l'agriculture biologique en France. Il est l'auteur de nombreux livres sur l'agriculture biologique, l'alimentation saine et les relations entre environnement et santé pour la maison d'édition Terre vivante.

## Biographie
En 1959, Claude Aubert sort de l'Institut national agronomique (INA) de Paris avec le diplôme d'ingénieur agronome. Chargé d'études à la SEDES (Société d'Etudes pour le développement Economique et Social), il participe à des études de développement agricole en Afrique de l'Ouest et en Tunisie. 
C’est au milieu des années 1960 qu’il apprend, via une rencontre fortuite, l’existence de l'agriculture biologique. Il rencontre alors Roland Chevriot, jeune ingénieur des fonderies, administrateur d’une jeune association promotrice de l'agriculture biologique, Nature et Progrès. Avec des amis, Roland Chevriot s’est lancé dans le jardinage biologique dans un grand jardin d’un demi-hectare situé dans la commune de Sainte-Geneviève-des-Bois. Après quelques voyages dans des fermes biologiques en Angleterre et en Allemagne, Claude Aubert acquiert rapidement la conviction qu'il doit orienter sa carrière professionnelle vers ce mode d'agriculture. Il s’installe alors aux côtés de Roland Chevriot. 
En 1970, il devient secrétaire général de Nature et Progrès et rédacteur en chef de la revue que publie cette association après la mort accidentelle de son prédécesseur, André Louis. La même année, il publie son premier livre, L’Agriculture  biologique : une agriculture pour la santé et l'épanouissement de l'homme, grâce à une jeune maison d’édition, le Courrier du livre. Parallèlement, il développe une activité de conseiller en agriculture biologique et de conférencier international.
En 1972, il est un des cofondateurs de l'IFOAM (Fédération Internationale des Mouvements d'Agriculture Biologique). Il participe aussi à la rédaction du premier cahier des charges de Nature et Progrès, qui servira de base en la matière à la réglementation européenne.
En 1979, il fonde avec quelques amis la coopérative Terre vivante, afin d’éditer une revue sur le jardinage biologique Les Quatre Saisons du jardinage. Terre vivante ajoute une activité d'édition à la publication de sa revue en 1982. Il assure la direction de la revue jusqu'en 2004. Il continue à écrire des livres, publiés par Terre vivante, sur ses sujets de prédilections : l'agriculture biologique, l'alimentation saine, les relations entre environnement et santé.
En 1990, Karin Mundt, cofondatrice et directrice de Terre vivante, et Claude Aubert décident de créer un Centre écologique destiné à sensibiliser les particuliers à un comportement plus respectueux de l'environnement — et de sa santé — dans la maison et le jardin. Le Centre écologique ouvre finalement ses portes en 1994 à Mens en Isère. Claude Aubert en assure la direction de 1997 à 2004.
Aujourd'hui, il se consacre entièrement à ses activités de conférencier, d'auteur et de consultant.

## Publications
- Les apprentis sorciers de l'azote : La face cachée des engrais chimiques, Terre vivante, coll. « Conseils D'experts », 2021 (ISBN 978-2360986385)
- L'art de cuisiner sain : S'équiper, préparer, cuire et conserver, Mens, Terre Vivante, coll. « Alimentation/Santé », 17 janvier 2011, 142 p. (ISBN 978-2-36098-012-3)
- Manger sain pour 3 fois rien : Avec 150 recettes bio, Mens, Terre Vivante, coll. « Jardin », 1er septembre 2009, 157 p. (ISBN 978-2-914717-69-4)
- Fabuleuses légumineuses : 140 recettes traditionnelles, Mens, Terre Vivante, coll. « Alimentation/Santé », 7 septembre 2009, 189 p. (ISBN 978-2-914717-67-0)
- Une autre assiette : une assiette qui protège notre santé et celle de la planète, Paris, Courrier du Livre, 2 février 2009, 259 p. (ISBN 978-2-7029-0698-9)
- La nouvelle assiette : Les céréales au menu, Terre Vivante, coll. « Alimentation/Santé », 5 octobre 2009, 206 p. (ISBN 978-2-914717-74-8)
- Le jardin potager biologique : Ou comment cultiver son jardin sans engrais chimiques et sans traitement toxiques, Paris, Courrier du Livre, coll. « Ecologie & Jardin », 1er février 2011, 7e éd., 254 p. (ISBN 978-2-7029-0848-8)
- Les pains des 4 saisons, Mens, Terre Vivante, coll. « Alimentation/Santé », 7 septembre 2009, 158 p. (ISBN 978-2-914717-64-9)
- Les engrais verts : Un moyen naturel et économique pour augmenter la fertilité des sols, Document technique A.C.A.B., 1980[4]
- Poissons bio : Guide d'achat et recettes, Mens, Terre Vivante, coll. « Alimentation/Santé », 6 septembre 2011, 154 p. (ISBN 978-2-36098-000-0)
- Toxicologie, Tec & Doc Lavoisier, 1er juin 2005, 2e éd., 1094 p. (ISBN 978-2-7430-0678-5)
- Faut-il être végétarien ? : Pour la santé et la planète, Mens, Terre Vivante, coll. « Écologie/Société », 4 mai 2007, 152 p. (ISBN 978-2-914717-30-4)
- Le petit guide de la cure de raisin, Terre Vivante, coll. « Alimentation/Santé », 16 février 2009, 93 p. (ISBN 978-2-914717-54-0)
- Quelle agriculture pour quelle alimentation ?, Toulouse/Le Bourget-du-Lac, Éditions Milan, coll. « Terre ! », 3 mai 2007, 118 p. (ISBN 978-2-7459-2649-4)
- avec Thierry Salomon, Fraîcheur sans clim' : Le guide des alternatives écologiques, Terre Vivante, coll. « Habitat », 1er juin 2004, 160 p. (ISBN 978-2-914717-09-0)
- avec Antoine Bosse-Platière, Jean-Pierre Oliva, Maisons écologiques d'aujourd'hui, Terre Vivante, 1er novembre 2002, 144 p. (ISBN 978-2-904082-99-3)
- Les aliments fermentés traditionnels, Terre Vivante, coll. « Les vrais aliments d'aujourd'hui et de demain », 1er janvier 1990, 261 p. (ISBN 978-2-904082-06-1)
- Gourmandises permises : Les desserts sains des quatre saisons, Terre Vivante, coll. « Alimentation/Santé », 12 octobre 2009, 223 p. (ISBN 978-2-914717-66-3)
- avec Myriam Goldminc, Vêtement, la fibre écologique, Terre Vivante, 9 novembre 2001, 141 p. (ISBN 978-2-904082-93-1)
- Les légumes passent à table : Recettes inattendues, Terre Vivante, coll. « Côté Jardins », 10 mai 2010, 143 p. (ISBN 978-2-914717-78-6)
- Le plat unique : Les recettes des quatre saisons, Terre Vivante, coll. « Alimentation/Santé », 11 juillet 2009, 271 p. (ISBN 978-2-914717-65-6)
- L'Assiette aux céréales (les vrais aliments d'aujourd'hui et de demain), Terre Vivante, 1983, 213 p. (ISBN 978-2-904082-01-6)
- Onze questions clés sur l'agriculture, l'alimentation, la santé, le Tiers-monde, Terre Vivante, 1983, 218 p.
- L'agriculture biologique. une agriculture pour la santé et l'épanouissement de l'homme, Courrier du Livre, 1972, 253 p.
- Soignons la terre pour guérir les hommes., Courrier du Livre, 1974, 115 p.
- Il est bon mon poisson ! : Guide d'achat écologique et recettes, Mens, Terre Vivante, coll. « Alimentation/Santé », 17 septembre 1977, 142 p. (ISBN 978-2-914717-34-2)
- Annuaire national de l'habitat écologique, Terre Vivante, 1er septembre 2003, 256 p. (ISBN 978-2-914717-03-8)
- Bio raisonnée OGM : Quelle agriculture dans notre assiette ?, Terre Vivante, 19 mai 2003, 128 p. (ISBN 978-2-914717-02-1)
- Dis-moi comment tu cuisines, je te dirai comment tu te portes : Techniques culinaires, vitamines et santé : Une Approche holistique de la santé, Terre Vivante, 1987, 159 p. (ISBN 978-2-904082-13-9)
- L'agriculture biologique : pourquoi et comment la pratiquer, Courrier du Livre, coll. « Écologie Jardin », 3 octobre 2000, 383 p. (ISBN 978-2-7029-0045-1)
- La cuisine à quat'sous. Bien manger sans se ruiner, Terre Vivante, 3 avril 1997, 143 p. (ISBN 978-2-904082-63-4)